# Barrio Residencial Cornelio Saavedra (Buenos Aires)

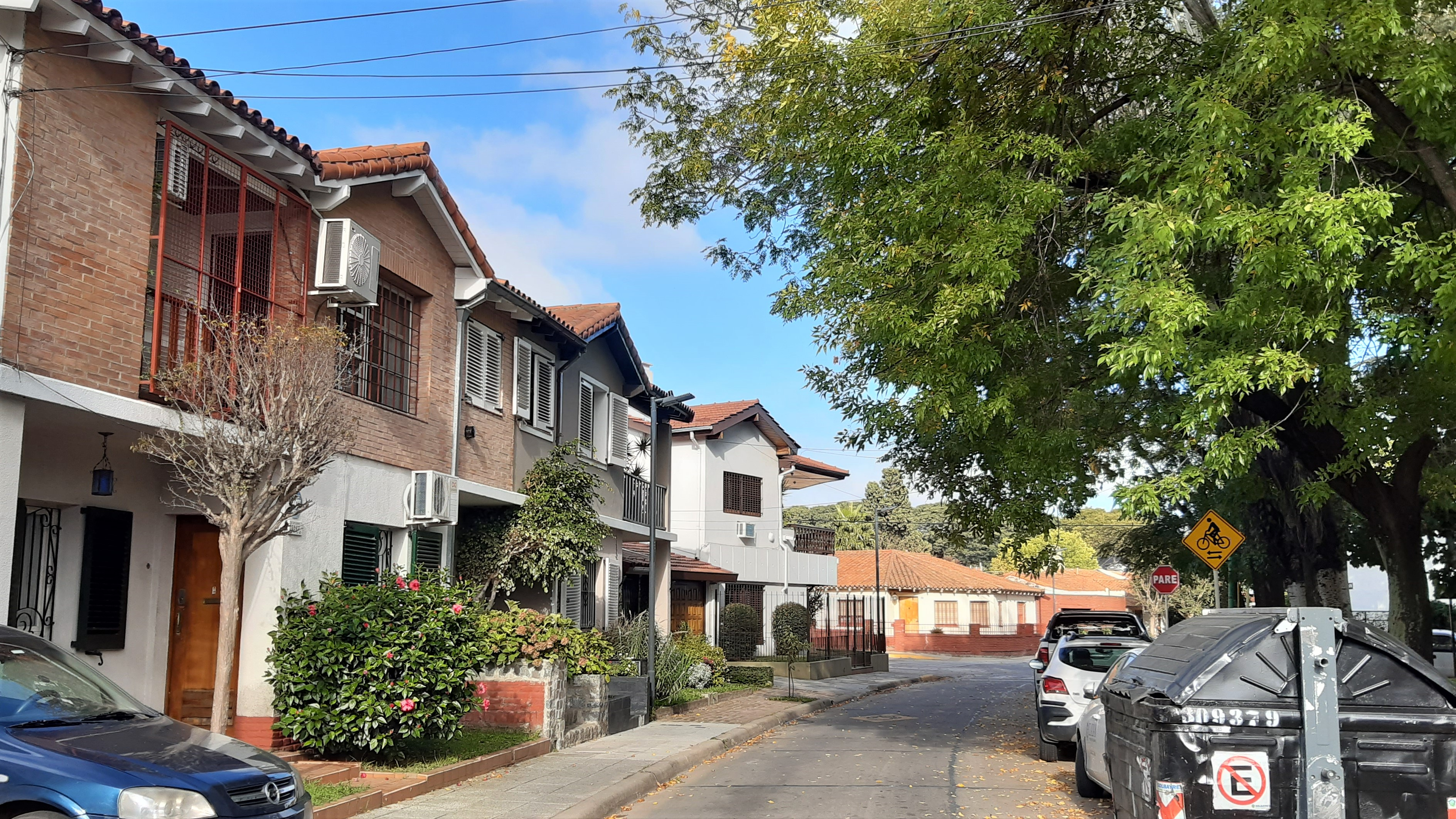
Casas típicas del Barrio Residencial Cornelio Saavedra.

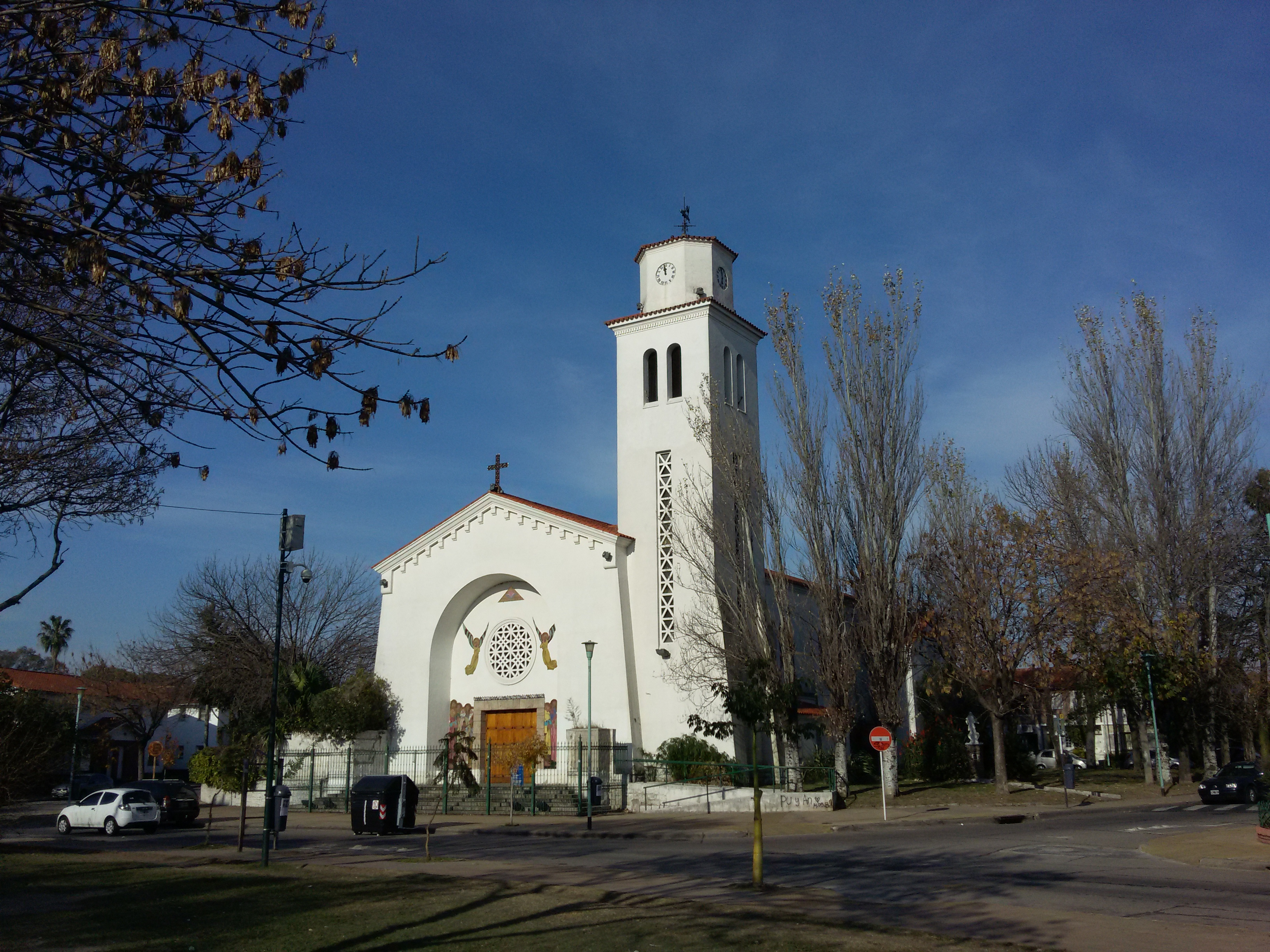
Parroquia San Juan Bautista el Precursor en frente al Parque General Paz, perteneciente al Barrio Residencial Cornelio Saavedra.

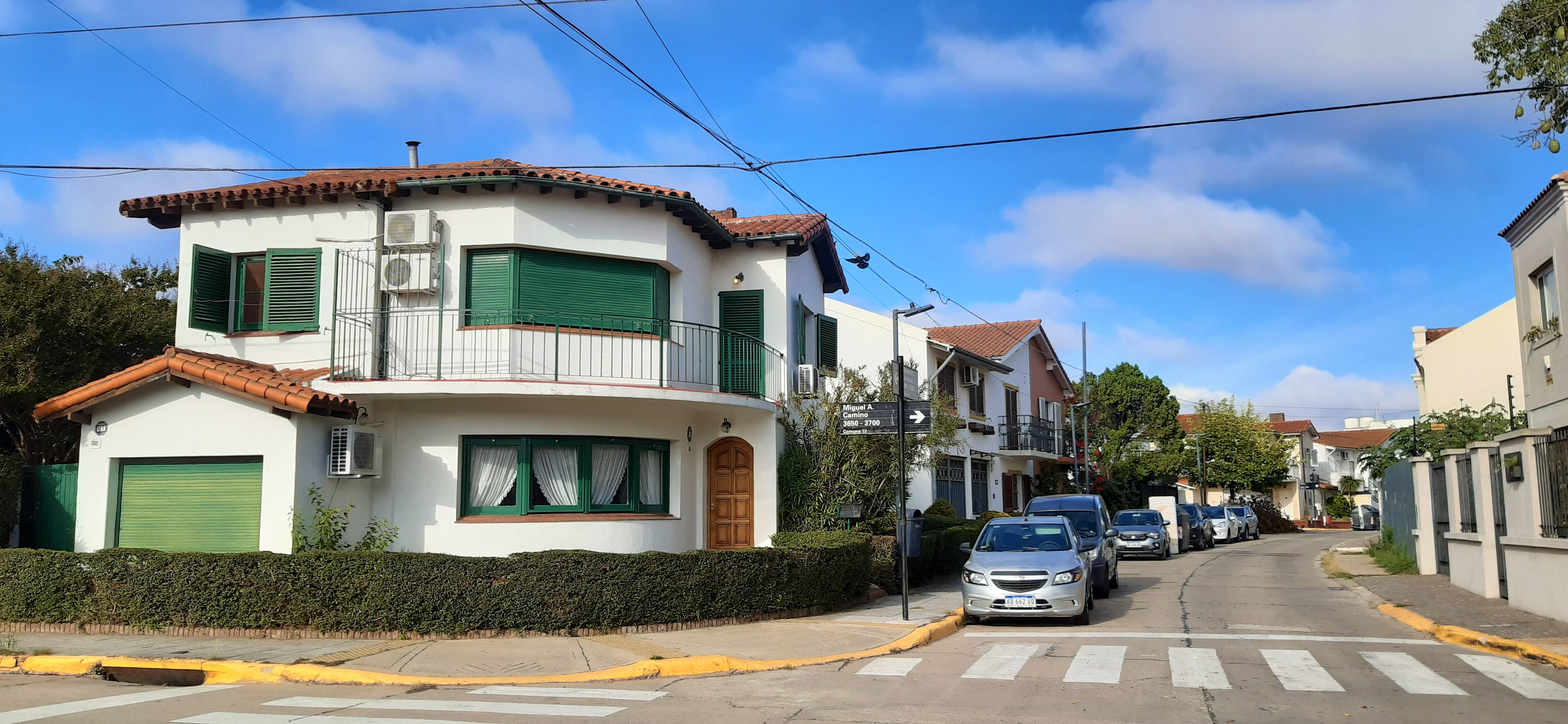
Vista del Barrio Residencial Cornelio Saavedra.

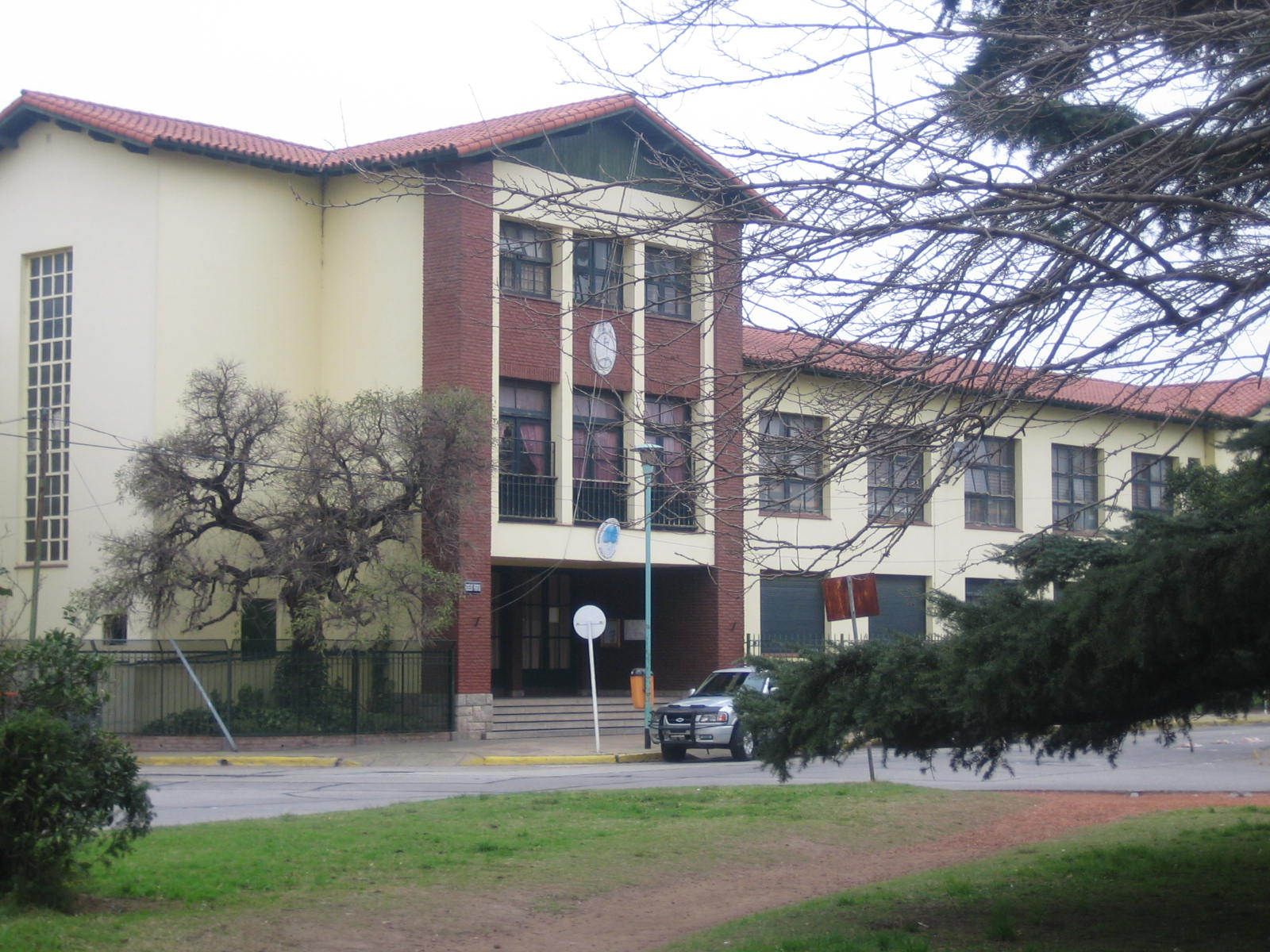
Escuela estatal en frente al Parque General Paz, perteneciente al Barrio Residencial Cornelio Saavedra.

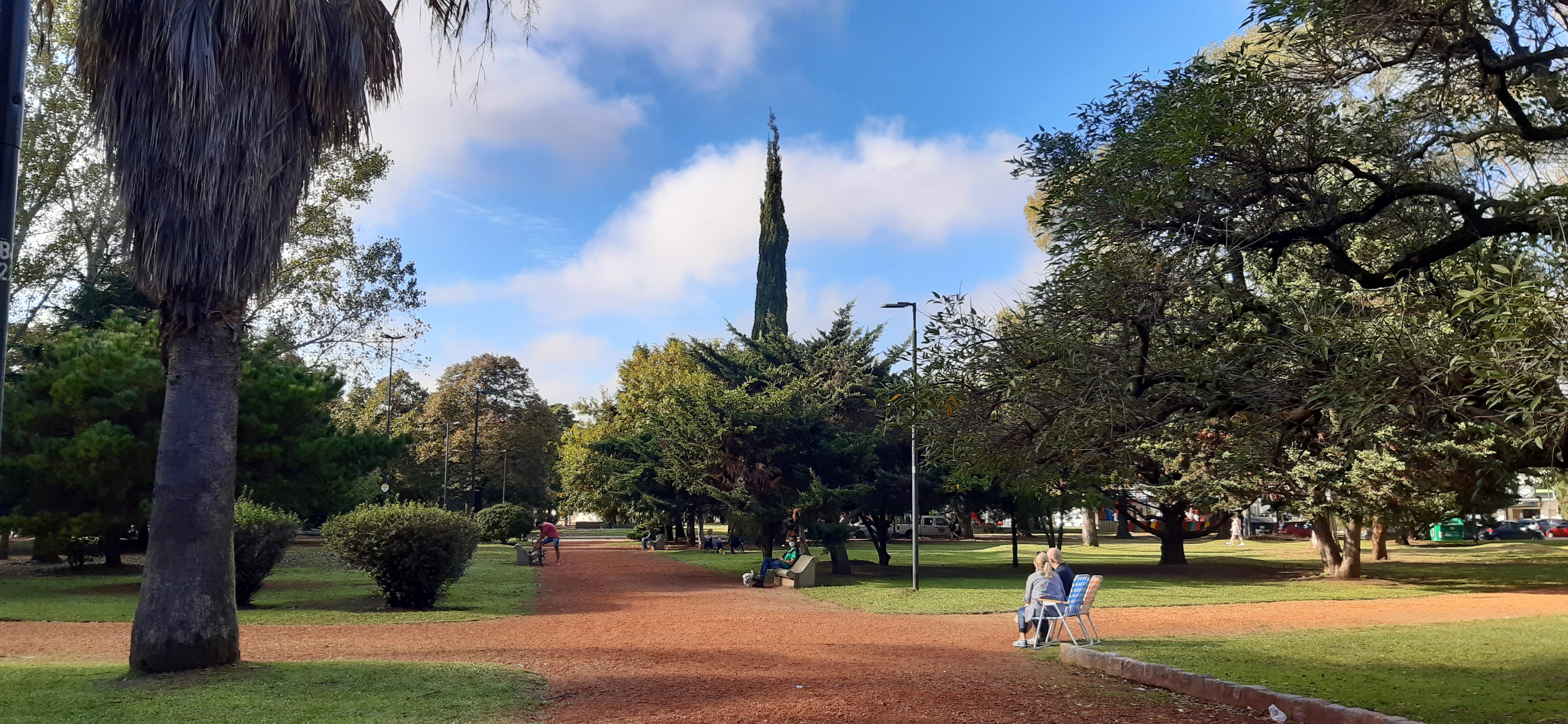
Vista amplia del Parque General Paz.

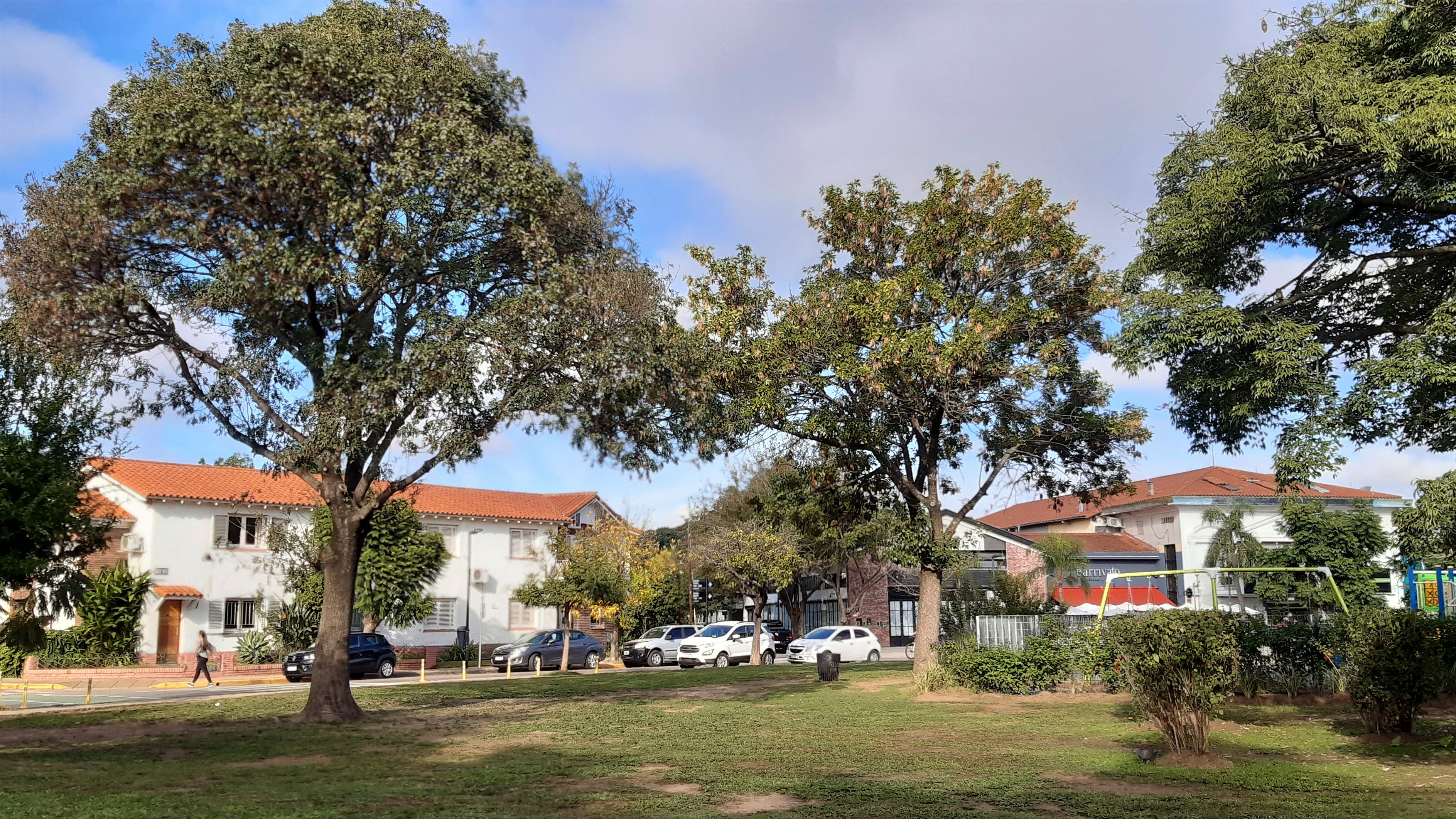
Vista del Parque General Paz y del Barrio Residencial Cornelio Saavedra.

El Barrio Parque Cornelio Saavedra fue bautizado en su inauguración con el nombre de "Barrio Juan  Perón", pero en la actualidad se lo conoce como "Barrio Cornelio Saavedra" o "Barrio Parque Cornelio Saavedra". Comprende un sector del barrio de Saavedra de la Ciudad de Buenos Aires, Argentina y no es oficialmente reconocido como uno de los 48 barrios porteños.

## Ubicación
El Barrio está ubicado entre el Parque Sarmiento, la avenida Crisólogo Larralde, el Parque General Paz y la Avenida General Paz. Emplazado en su totalidad dentro del barrio de Saavedra.

## Características del barrio
El barrio está formado por un trazado de calles circulares concéntricas rodeadas de mucho verde por encontrarse al costado del Parque Sarmiento y al otro costado encontrarse el Parque General Paz y una zona verde muy grande entre el barrio y la General Paz.
En el barrio se encontraba un conocido local bailable llamado "Bella Roma" y anteriormente "Piazza Vaco". En la actualidad ahí hay un supermercado, en proceso de venta del inmueble. 
Todas sus calles convergen en el Parque Carlos Mujica, un parque cuasi circular donde se practican deportes aerobicos. En cambio en su perímetro externo, delimitado por las colectoras de la Av. General Paz, Av. Ricardo Balbin y Av. Crisologo Larralde, es uno de los lugares donde se concentran más ciclistas en la Ciudad de Buenos Aires.

## Historia
El barrio fue construido por la Fundación de Ayuda Social María Eva Duarte de Perón durante el primer gobierno del presidente Perón bajo el nombre Barrio Juan Perón. En un primer momento se trataba de un conjunto de 362 viviendas unifamiliares, inspirado en un barrio inglés, similares a los de otros tantos barrios construidos en el mismo periodo de gobierno que se asignaban por intermedio de una cuota mensual.
Tiempo después del golpe del ´55 y con el deterioro económico del país, se hizo una revisión de aquellas familias que no podían tener sus cuotas al día y debieron entregar las casas. Así comenzaron a venderse produciendo un cambio de clase social para la que había sido concebido el barrio que se refleja en la actualidad. 
Muchos de los chalés originales fueron sufriendo modificaciones en su apariencia, restándole al barrio la uniformidad de diseño original pintoresquista californiano, dándole un mayor valor comercial a las propiedades. 
Producto de las condiciones del mercado inmobiliario, hoy el barrio llega casi al nivel de la clase media acomodada, debido a las condiciones urbanísticas del brillante proyecto original, como los amplios ambientes que componen las viviendas, sus jardines y la parquización que rodean al barrio (Parque General Paz, Parque Sarmiento, una gran zona verde que separa al barrio de la Avenida General Paz).
Todo esto hace que el Barrio Parque Cornelio Saavedra sea un barrio puramente residencial con una gran zona de recreación.

## Parque General Paz
Dentro del barrio se encuentra un enorme parque 8 ha llamado Parque General Paz en homenaje al cordobés José María Paz.
Este parque es una tradicional zona verde ubicado entre la avenida Crisólogo Larralde, la Avenida General Paz y la calle Aizpurua.